# Margarita Mamun
Margarita Mamun, ruska ritmična gimnastičarka, * 1. november 1995, Moskva.
Njena glavna trenerka je Irina Viner, pomočnica trenerke pa Amina Zaripova.
1. ↑  Česko-Slovenská filmová databáze — 2001.